# دی‌آزودی‌فنیل‌متان
دی‌آزودی‌فنیل‌متان یک واکنشگر آلی با فرمول شیمیایی C۱۳H۱۰N۲ است. این ماده به صورت بلورهای قرمز و سیاه وجود دارد که کمی بالاتر از دمای اتاق ذوب می‌شود.

## آماده‌سازی
دی‌آزودی‌فنیل‌متان را می‌توان از طریق اکسایش بنزوفنون هیدرازون با جیوه(II) اکسید در دی‌اتیل اتر و حضور یک کاتالیزور بازی سنتز کرد. یک روش بهبودیافته برای فرآوری این ماده شامل هیدروژن‌زدایی با اگزالیل کلرید است.

## کاربردها
می‌توان از این ماده برای سنتز (دی‌فنیل) متیل استرها و اترها با (به ترتیب) کربوکسیلیک اسیدها و الکل‌ها استفاده کرد.
همچنین می‌توان گاز (دی‌فنیل) متیل کاربن و نیتروژن را هنگام قرار گرفتن در معرض نور فرابنفش یا حرارت ایجاد کند. می‌توان آن را الکترولیز کرد که منجر به تشکیل آنیون Ph2CN−
2۲ می‌شود، خود این آنیون نیز می‌تواند به شکل رادیکال آنیون Ph2C− تجزیه شود. اگر در دی‌متیل فرم‌آمید و تترابوتیل‌آمونیوم پرکلرات انجام شود، می‌تواند واکنش منجر به تشکیل بنزوفنون آزین شود که دارای فرمول Ph2C=N-N=CPh2 است.